# Kronohäktet i Sundsvall
Kronohäktet i Sundsvall var ett cellfängelse, beläget vid Västra station, som öppnades 1879 och lades ned 1946. Byggnaden revs 1959.

## Historia
Ett äldre kronohäkte lades ned 1863. Under mellantiden, innan något nytt hade öppnades, fick häktade transporteras till Länsfängelset i Härnösand. Stadsfullmäktige ställde 1873 gratis en tomt till fångvårdens förfogande. 
Häktet uppfördes under åren 1877-1879 och öppnades i januari 1879. Anstalten var ett enrumsfängelse som uppfördes, som ett resultat av den fängelsereform som beslutats vid 1844 års riksdag. Byggnaden var i tre våningar, med 53 celler och en administrationsflygel i vinkel. Byggnadskostnaden blev 174 000 kronor. 
Vid den stora branden 1888 var byggnaden hotad, men klarade sig och endast några uthus brann ned.
Anstalten hade under hela sin verksamhetstid en hög beläggning. Detta berodde inte minst på att kronohäktet även tjänade som transportanstalt för fångar som förflyttades mellan fängelser per järnväg. 